# Французское мартовское пиво
Французское мартовское пиво (фр. Bière de Mars), также известное под названием весеннее пиво (фр. Bière де Printemps) — традиционный французский эль из региона Нор-Па-де-Кале, Эльзаса, Лотарингии и Шампань-Арденны, Северная Франция.

## История и характеристики
Первое письменное упоминание этого стиля пива относится к 1394 году, в архивах Арраса, откуда это пиво, вероятно, и происходит. После сбора последнего урожая ячменя в августе, он выдерживается в течение примерно трех месяцев и пиво варится в начале зимы (декабрь-январь), а затем употребляется в марте. С развитием сельского хозяйства эта традиция постепенно отмирает. Она была восстановлена в 1980 году по инициативе Ассоциации французских пивоваров. В настоящее время мартовское пиво производят около 300 французских пивоваренных заводов с годовым объёмом производства около 60 000 гектолитров, что составляет около 1 % рынка пива в стране.
Традиционно мартовское пиво появляется на рынке 1-го марта. Он выпускается в ограниченном количестве из различных сортов ячменя, который был посеян весной прошлого года и собран летом, и варится с наступлением зимы в декабре-январе. Мартовское пиво — эль верхового брожения, янтарного цвета и с низким содержанием алкоголя (4,5-5,5 % об.). В отличие от немецкого мартовского пива мэрцен, французское мартовское пиво слегка горьковатое и с более низким содержанием алкоголя, но может быть темнее (в связи с добавлением карамели или других красителей) и слегка пряное. Ещё одно важное отличие состоит в том, что немецкий мэрцен является лагером, тогда как французское мартовское пиво ферментируется с элевыми дрожжами и является элем.
Эти характеристики мартовского пива установлены Ассоциацией французских пивоваров. Некоторые пивоварни предпочитают название «весеннее пиво», чтобы не ограничивать продажи одним месяцем в году.

## Торговые марки
Примеры торговых марок: Météor de Mars, Jenlain de printemps, Ch’ti de printemps, l’Angelus de printemps, Pelforth de printemps.